# June Sheppard
Pour les articles homonymes, voir Sheppard.
June Alice Sheppard, née en 1928 et morte en 2016, est une géographe britannique spécialiste de géographie historique,,.

## Biographie
June Sheppard est née à Purley dans le Surrey le 24 juin 1928. Elle fait ses études secondaires à la Whyteleafe County School for Girls puis étudie la géographie à l'Université de Hull. Elle est diplômée de l'université de Londres en 1949 avec les honneurs. Elle réalise ensuite un mémoire de master intitulé Market Gardening in the Vicinity of Hull et obtient un certificat d'enseignement en 1951.
June Sheppard continue ensuite ses études à Hull et obtient un doctorat de l'université de Londres en 1956.
Elle enseigne pendant un an à la Farnborough Convent School à Surrey.
En mai 1953, elle est nommée assistant lecturer en géographie au Queen Mary College où elle dispense des cours de géographie rurale de 1953 à 1968. En 1972 elle devient Reader en géographie, soit l'équivalent du titre de professeur des universités. Elle reste au Queen Mary College jusqu'à sa retraite en 1991.

## Publications
- (en) The draining of the Hull valley, East Yorkshire Local History Society, décembre 1958, 24 p. (ISBN 0900349085, lire en ligne) [PDF].
- « East Yorkshire's agricultural labour force in the mid-nineteenth century », Agricultural History Review, vol. 9, n° 1 (1961), pp. 43–54.
- « Rural population changes since 1851: three sample studies », The Sociological Review, vol. 10, n° 1 (1962), p. 81-95.
- The draining of the marshlands of South Holderness and the Vale of York, York: East Yorkshire Local History Society, 1966.
- « Medieval village planning in Northern England : some evidence from Yorkshire », Journal of Historical Geography, vol. 2, n° 1 (1976), pp. 3–20.
- The origins and evolution of field and settlement patterns in the Herefordshire Manor of Marden. London: Department of Geography, Queen Mary College, 1979.
- « Small farms in a Sussex weald parish, 1800-60 », Agricultural History Review, vol. 40, n° 2 (1992), pp. 127–141.
- A century of geography : a history of the geography department of East London College (to 1935), Queen Mary College (1935-1989), Queen Mary and Westfield College (1989- ), 1994.
- Brighton's railway workers in the 1850s. Sussex: Sussex Archaeological Collections, 2001.
- The provenance of Brighton's railway workers 1841-1861. 2004.
- « Agricultural workers in mid nineteenth-century Brighton », Agricultural History Review, vol. 54, n° 1 (2006), pp. 93–104.